# Hôtel de Gramont (Paris)
Pour les articles homonymes, voir Hôtel de Gramont.
L’hôtel de Gramont est un ancien hôtel particulier, situé au no 15, place Vendôme, dans le 1er arrondissement de Paris.
Il est construit de 1708 à 1710, par l’architecte Pierre Bullet, pour la duchesse Anne de Gramont.
Propriété successive, du comte de Lautrec, du marquis de Villette, de Claude Darras, du Crédit immobilier de France et de la famille Nitot, il est acquis en 1897 par César Ritz et est transformé, conjointement à l’hôtel Crozat au no 17, en l’actuel Ritz Paris.
Il a été, de 1979 à 2023, la propriété de l'homme d'affaires Mohamed Al-Fayed.

## Situation
L’hôtel est situé à l’ouest de la place et est mitoyen de l’hôtel de Bourvallais au no 13 et de l’hôtel Crozat au no 17.

## Historique

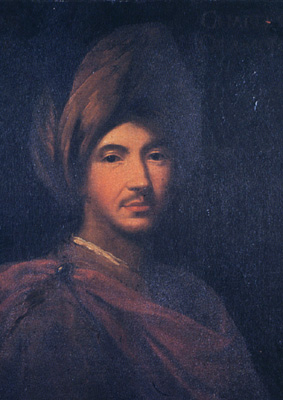
Le duc de Gramont.

En 1705, la parcelle est acquise par Antoine Bitault de Vaillé, au nom d’Anne Baillet de La Cour, qui fait construire l’hôtel par l’architecte Pierre Bullet de 1708 à 1710.
En 1710, Anne Baillet de La Cour épouse le duc Antoine-Charles de Gramont.
En 1714, John Law de Lauriston loue l’hôtel. À la mort du duc en 1720, devenue veuve, la duchesse vend l’hôtel l’année suivante, à Daniel-François de Gelas de Voisin, comte de Lautrec et chevalier d’Ambre. Cette même année, le jeune roi Louis XV, assiste, d’un des salons du premier étage, au défilé de l’ambassadeur de Turquie.
Le comte y réside pendant près de trente ans, et en 1750, ce dernier le vend au marquis Charles-Michel de Villette, secrétaire du roi et trésorier de l’extraordinaire des Guerres.
En 1775, ce dernier s’en sépare, en faveur de Claude Darras, secrétaire du roi, qui le loue à la Direction de la liquidation de la dette publique en 1788, puis le vend au Crédit immobilier de France en 1792.

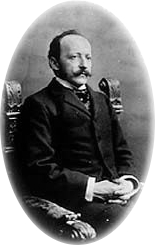
César Ritz.

En 1810, François-Régnault Nitot, acquiert l’hôtel et dont les descendants le conservent jusqu’en 1897, année où l’homme d’affaires César Ritz l’achète en vue d’y ouvrir un établissement hôtelier.
À partir de 1897, l’hôtel est entièrement remanié par l’architecte Charles Mewès et est inauguré le 1er juin 1898.
En 1979, Monique Ritz, veuve de Charles Ritz, vend l’établissement à l’homme d’affaires égyptien Mohamed Al-Fayed, qui le fait entièrement rénover de 1980 à 1987, par l'architecte Bernard Gaucherel.
Prés d’un siècle plus tard, en 1999, le Ritz acquiert l’hôtel Crozat au no 17, loué depuis 1910.
De 2012 à 2016, l’hôtel est à nouveau en rénovation totale pour un montant de 140 millions d’euros.

## Protection
L’hôtel est classé aux monuments historiques, pour ses façades et toitures, par arrêté du 17 mai 1930, puis inscrit pour son salon, cabinet et boudoir du premier étage par arrêté du 4 mai 1927.